# Stazione di Hirosaki
La stazione di Hirosaki (弘前駅?, Hirosaki-eki) è la principale stazione della città di Hirosaki, nella prefettura di Aomori in Giappone, e serve la linea Ōu della JR East e la ferrovia privata Kōnan.

## Linee
JR East
■ linea principale Ōu
■ Linea Gonō (servizio ferroviario)
Ferrovia Kōnan
■ Linea Kōnan

### Treni a lunga percorrenza
- Tsugaru (Aomori - Akita)
- Notturno Akebono (Ueno - Aomori)
- Notturno Nihonkai (Osaka - Aomori)

## Struttura

### Stazione JR East
La stazione ospita in totale 3 binari in superficie, con un marciapiede laterale e uno a isola. Il fabbricato viaggiatori si trova al piano superiore ai binari, e sono presenti tornelli automatici, una biglietteria presenziata (aperta dalle 5:30 alle 22:00), servizi igienici, scale mobili e ascensori, un'agenzia di viaggi, un chiosco, distributori automatici e sala d'attesa.
| 1-2-3 | ■ Linea principale Ōu | per Kawabe, Namioka, Shin-Aomori e Aomori |
| 1-2-3 | ■ Linea principale Ōu | per Ōwani-Onsen, Ōdate e Akita            |
| 1-2-3 | ■ Linea Gonō          | per Goshogawara, Ajigasawa e Fukaura      |

### Stazione Ferrovia Kōnan
La stazione della ferrovia Kōnanè dotata di un marciapiede a isola con due binari tronchi. L'accesso è separato rispetto a quello delle linee JR East, e non sono presenti tornelli automatici (la validazione dei biglietti è effettuata manualmente dal personale presente).
| 1-2 | ■ Linea Kōnan | per Hiraka e Kuroishi |

## Stazioni adiacenti
| «                   | Servizio            | »                     |
| Linea principale Ōu | Linea principale Ōu | Linea principale Ōu   |
| ------------------- | ------------------- | --------------------- |
| Ishikawa            | Locale              | Naijōshi              |
| Capolinea           | Rapido              | Kawabe                |
| Linea Gonō          |                     |                       |
| Capolinea           | Locale              | Naijōshi              |
| Linea Kōnan         |                     |                       |
| Capolinea           | Locale              | Hirosaki-Higashikōmae |